# Vörös törpe

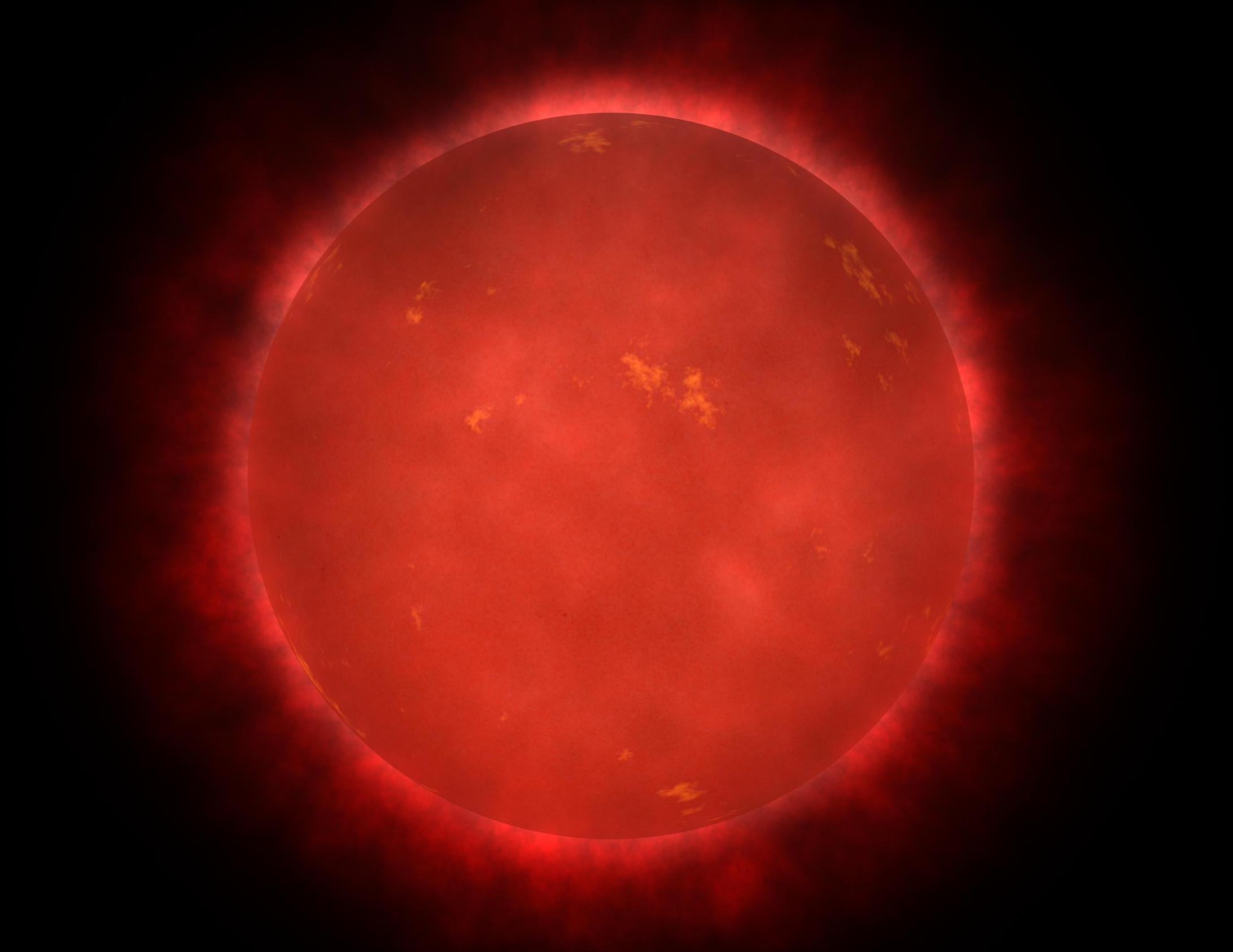
Egy művész elképzelése egy vörös törpecsillagról.

A vörös törpék kicsi, viszonylag hideg csillagok; a Hertzsprung–Russell-diagram fősorozatának kései K, vagy M színképosztályához tartoznak, a diagram jobb alsó sarkában helyezkednek el. A Világegyetem leggyakoribb csillagai, bár egyes feltételezések szerint a barna törpék többen vannak. Tömegük a mi Napunk tömegének fele és 7,5%-a közé esik. Ami az utóbbi érték alatt van, azt már barna törpének hívják.
A vörös törpék felszíni hőmérséklete kisebb, mint 3500 K, ezért csak igen kevés fényt sugároznak ki (némelyik kevesebb mint 1/10 000-ed részét a Napénak), és annak is nagy része az infravörös tartományba esik. Az alacsony kisugárzás és felszíni hőmérséklet a csillag hidrogéntartalmának nagyon lassú elégetéséből adódik, ami viszont elképesztően megnyújtja a vörös törpe várható életidejét: 10 milliárd – 1 billió év (1010-1012 év). Ez az idő olyan hosszú, hogy a Világegyetem keletkezése (ősrobbanás) óta még egyetlen vörös törpe sem élte le az életét.
A vörös törpék tömege nem elég nagy ahhoz, hogy a hidrogén elégetése után beinduljon a hélium fúziója, mint az a többi fősorozatbeli csillag esetében történik, ezért nem fúvódik fel vörös óriássá, hanem fokozatosan elégetve hidrogénkészleteit, szép lassan összehúzódik.
A Földhöz - a Nap után - legközelebb eső csillag, a 4,24 fényévre (1,3 parszekra) lévő Proxima Centauri (Alfa Centauri C) is egy vörös törpe, akárcsak a legnagyobb látszólagos mozgású csillag, az 5,96 fényévnyire lévő Barnard-csillag.

## Egyéb jelentés
A Red Dwarf (Vörös Törpe) egy Nagy Britanniában ismert, humoros sci-fi sorozat, illetve az azzal kapcsolatos könyvek címe. A sorozat stílusa emlékeztet a Galaxis útikalauz stopposoknak c. regényekre.